# Лосиевский, Владимир Николаевич
Владимир Николаевич Лосиевский (1882—1928) — участник Белого движения на Юге России, командир Керчь-Еникальского пехотного полка, полковник.

## Биография
Сын отставного подполковника. Уроженец Симбирской губернии.
Окончил Петровский Полтавский кадетский корпус (1901) и Павловское военное училище (1903), откуда выпущен был подпоручиком в 175-й пехотный Батуринский полк. 27 октября 1903 года переведен в 35-й пехотный Брянский полк, в рядах которого участвовал в русско-японской войне. Произведен в поручики 10 октября 1906 года, в штабс-капитаны — 10 октября 1910 года.
С началом Первой мировой войны переведен в 239-й пехотный Константиноградский полк, где назначен командиром 2-й роты. За боевые отличия был награжден несколькими орденами, в том числе орденом Св. Анны 4-й степени с надписью «за храбрость». Произведен в капитаны 1 августа 1915 года «за отличия в делах против неприятеля», в подполковники — 3 сентября 1916 года.
В Гражданскую войну участвовал в Белом движении в составе Вооруженных сил Юга России, в августе—октябре 1919 года был командиром Сводного отряда Екатеринославской бригады Государственной стражи. В Русской армии — командир Керчь-Еникальского пехотного полка. Награждён орденом Св. Николая Чудотворца.
В эмиграции в Чехословакии. Умер в 1928 году в Праге. Похоронен на Ольшанском кладбище. Был женат.

## Награды
- Орден Святой Анны 3-й ст. (ВП 21.03.1913)
- Орден Святой Анны 4-й ст. с надписью «за храбрость» (ВП 14.02.1915)
- Орден Святого Станислава 2-й ст. с мечами (ВП 8.03.1915)
- Орден Святого Владимира 4-й ст. с мечами и бантом (ВП 14.07.1915)
- Орден Святителя Николая Чудотворца (Приказ Главнокомандующего № 248, 31 октября 1921)